# تشارلز وودز (سياسي)
تشارلز وودز (بالإنجليزية: Charles Woods)‏ هو ضابط وسياسي أمريكي، ولد في 31 أغسطس 1921، وتوفي في 17 أكتوبر 2004. حزبياً، نشط في الحزب الديمقراطي.